# Mahalangur Himal

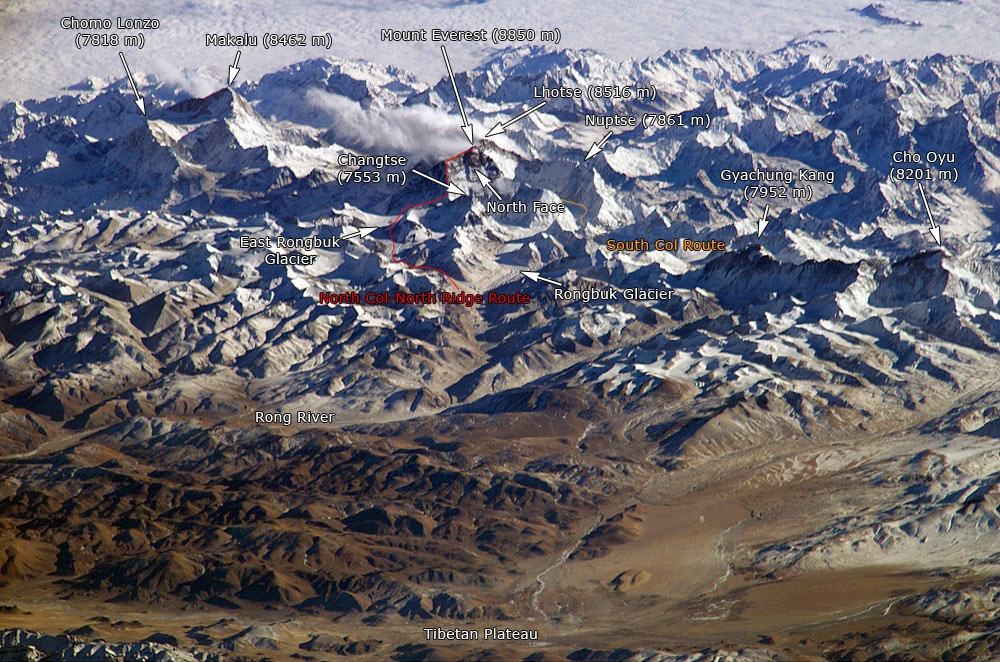
Zicht op de noordelijke flanken van de Mahalangur Himal in de Grote Himalaya vanuit de ISS.

De Mahalangur Himal (Nepali: महालङ्गूर हिमाल, Mahālaṅgūra himāla) is een bergmassief in de Grote Himalaya, op de grens van Nepal en Tibet (Volksrepubliek China). Het massief bevat de hoogste bergtop van de wereld met Mount Everest (8850 m). Andere achtduizenders zijn Lhotse (8516 m), Cho Oyu (8201 m) en Makalu (8481 m).
De westelijke grens wordt gevormd door de bergpas Nangpa La die de Mahalangur Himal en zijn meest westelijke berg, de Cho Oyu, scheidt van de Rolwaling Himal, eveneens tot de Grote Himalaya gerekend. De oostelijke grens is de vallei van de Arun, in Tibet de Bum-chu genoemd. Het Nepalese deel ligt in het district Solukhumbu.